# Tanytarsus lactescens
Tanytarsus lactescens är en tvåvingeart som beskrevs av Edwards 1929. Tanytarsus lactescens ingår i släktet Tanytarsus och familjen fjädermyggor. Arten är reproducerande i Sverige. Inga underarter finns listade i Catalogue of Life.